# Y el mundo no se acabó
Y el mundo no se acabó es el álbum debut del cantante mexicano Caztro. Fue lanzado  bajo el sello discográfico Sony Music Entertainment México tanto en formato físico como en plataformas digitales el 8 de octubre de 2021. El álbum consta de 12 canciones, entre ellas están "Ese no se qué" y "Dos Dos Tres" que cuentan con certificación de "Disco de Oro".

## Lista de Canciones
| N.º   | Título                                       | Escritor(es)                                                     | Duración |  |
| 1.    | «Si el mundo se acabara hoy»                 | Victor Hugo Castro Estrada, Alejandra Zéguer & Paolo Stefanoni   | 3:12     |  |
| 2.    | «Me haces muy feliz»                         | Victor Hugo Castro Estrada & Benjamín Diaz                       | 3:03     |  |
| 3.    | «A la luz de las estrellas»                  | Victor Hugo Castro Estrada                                       | 2:59     |  |
| 4.    | «Ley de migración»                           | Victor Hugo Castro Estrada, Dahiana Rosenblatt & Lito de la Isla | 2:49     |  |
| 5.    | «Flor de mi jardín»                          | Victor Hugo Castro Estrada                                       | 2:53     |  |
| 6.    | «Un poquito de amor»                         | Victor Hugo Castro Estrada                                       | 3:32     |  |
| 7.    | «Dos Dos Tres»                               | Victor Hugo Castro Estrada                                       | 2:57     |  |
| 8.    | «Para cuando llegues tú (con Leonel García)» | Victor Hugo Castro Estrada & Leonel García                       | 3:19     |  |
| 9.    | «Soñé Contigo»                               | Victor Hugo Castro Estrada                                       | 3:08     |  |
| 10.   | «Mojo (con Marissa Mur)»                     | Victor Hugo Castro Estrada & Marissa Mur                         | 3:26     |  |
| 11.   | «Ese No sé qué»                              | Victor Hugo Castro Estrada                                       | 3:15     |  |
| 12.   | «Pero Todo Bien (con Bruses)»                | Victor Hugo Castro Estrada, Amalia Ramírez & Mauro Muñoz         | 2:57     |  |
| 37:33 |                                              |                                                                  |          |  |